# Jaume Collell Surinyach
Jaume Collell Surinyach   (Manlleu, 1956) és periodista, músic i actor català. Ha estat membre fundador i director d'El 9 Nou, redactor del Diari de Barcelona, director d'El Triangle i coordinador del suplement satíric El Burladero, publicat a La Vanguardia (1991-2001). També ha fet carrera com a actor i compositor, amb Els Joglars als espectacles Teledeum i Virtuosos de Fontainebleau, i ha dirigit teatre i cabaret musical.
Per l'espectacle El Burladero, Politichien Kabarett va obtenir el premi Sebastià Gasch el 2001. Amb Viladomat glacé i Del Ter al Plata va recuperar la figura del cupletista Joan Viladomat que després va reunir en un llibre biogràfic. El 2009 va publicar la primera biografia del futbolista i entrenador Josep Guardiola. Ha actuat al Public Theatre de Broadway a Nova York, amb Javier Gurruchaga a TVE, en programes de Joaquim Maria Puyal a TV3 i també en sèries d'Albert Boadella a La 2 i Canal+. Va ser professor de l'Institut del Teatre de Vic i de la Facultat de Ciències de la Comunicació Blanquerna de la URL. El 2024 va publicar a Penguin Random House la biografia musical de Joan Manuel Serrat, en català i castellà.

## Llibres publicats

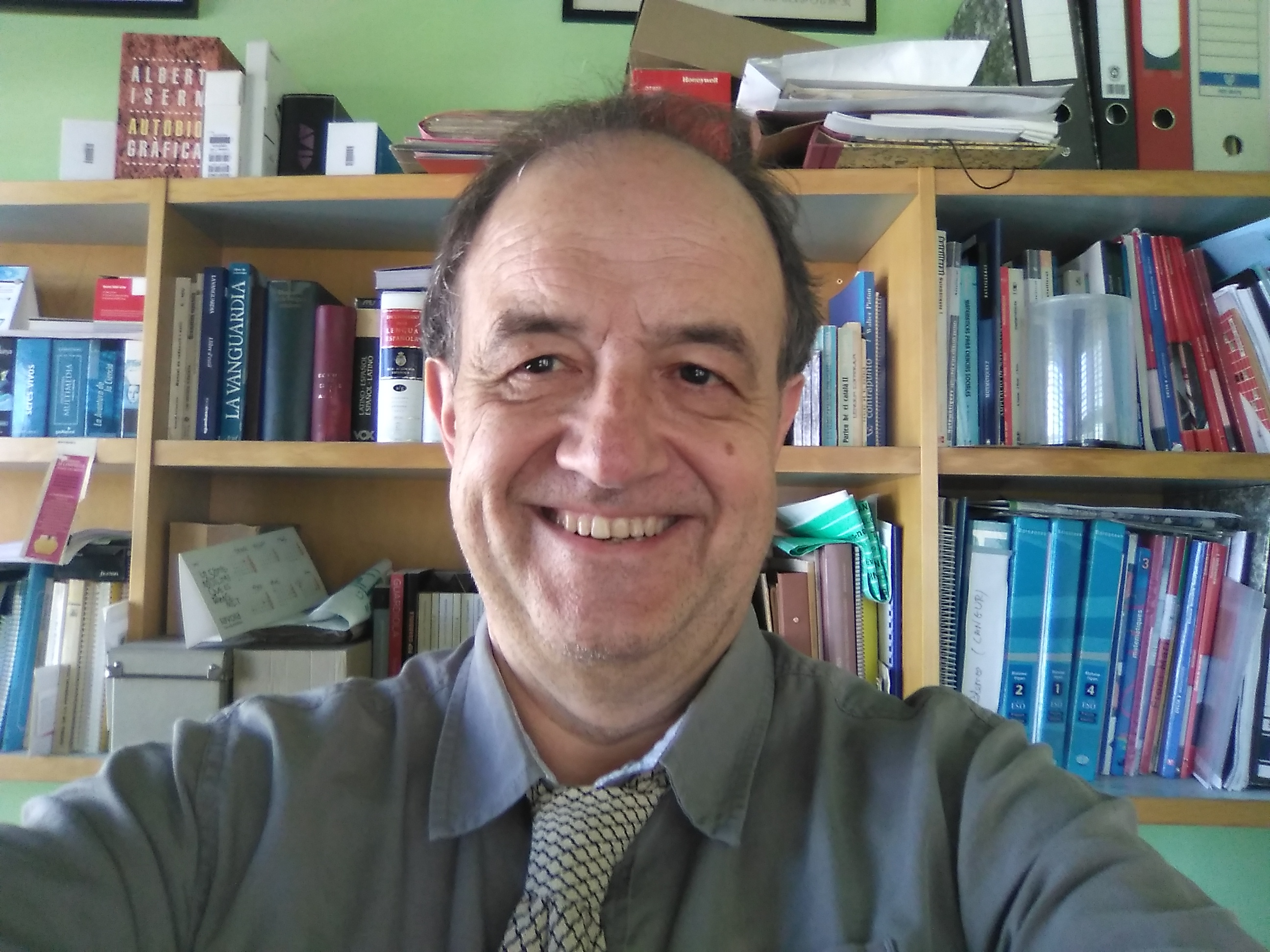

- El viacrucis de Teledeum (El Llamp, 1985)
- La corona impossible (Laia 1987)
- Gent de mà esquerra (Caixa de Manlleu, 1990)
- El brau sense pell (El Llamp, 1992)
- Osona (Dissenys Culturals, 1993)
- El milhomes (Rusiñol Quatre Edicions, 2003)
- Pep Guardiola, de Santpedor a la banqueta del Camp Nou (Columna, 2009), traduïda al castellà i el polonès
- El músic de l'americana vermella (RBA, 2013)
- Joc d'oficis (Cossetània, 2019)
- Serrat, la música d'una vida (Rosa dels Vents, 2024)
- Serrat, la música de una vida (Debate, 2024)